# Marshall Thundering Herd football
La squadra di football dei Marshall Thundering Herd rappresenta la Marshall University. I Thundering Herd competono nella Football Bowl Subdivision (FBS) della National Collegiate Athletics Association (NCAA) e nella East Division della Sun Belt Conference. La squadra è allenata da Charles Huff. Gioca le sue gare interne al Joan C. Edwards Stadium di Huntingon, Virginia Occidentale, uno dei due stadi della Division I a essere dedicati a una donna, e le sue rivalità principali sono con gli Appalachian State Mountaineers, gli Ohio Bobcats, gli East Carolina Pirates e i West Virginia Mountaineers.

## La tragedia del volo Southern Airways 932
Il 14 novembre 1970, l'aereo del volo Southern Airways 932 si schiantò su una collina poco prima dell'Aeroporto Tri-State, uccidendo tutte le 75 persone a bordo in quella che è stata riconosciuta come "la peggior tragedia aerea legata allo sport nella storia degli Stati Uniti". L'aereo trasportava 37 membri della squadra di football dei Thundering Herd, otto membri dello staff tecnico, 25 booster e due piloti, due assistenti di volo e un coordinatore charter. La squadra stava tornando a casa dopo una sconfitta per 17-14 contro gli East Carolina Pirates al Ficklen Stadium di Greenville, nel Nord Carolina.

## Conference di appartenenza
Marshall è stata sia indipendente che affiliata a diverse conference durante la sua storia.
- Independente (1895–1925, 1952–1953, 1969–1976)
- West Virginia Athletic Conference (1925–1932)
- Buckeye Conference (1933–1938)
- WVIAC (membro non competitivo)  (1939–1947)
- Ohio Valley Conference (1948–1951)
- Mid-American Conference (1954–1968, 1997–2004)
- Southern Conference (1977–1996)
- Conference USA (2005–2021)
- Sun Belt Conference (2022–presente)

## Premi individuali

### Premi annuali
- Giocatore dell'anno AFCA

Mike Barber – 1988
- Walter Payton Award

Michael Payton – 1992
- Fred Biletnikoff Award

Randy Moss-1997
- Sammy Baugh Trophy

Chad Pennington – 1999
- William V. Campbell Trophy

Chad Pennington – 1999

### Membri della College Football Hall of Fame
Cinque giocatori e un allenatore di Marshall sono stati introdotti nella College Football Hall of Fame:
- Harry "Cy" Young (1910-1912)
- Jackie Hunt (1939-1941)
- Mike Barber (1985-1988)
- Troy Brown (1991-1992)
- Michael Payton (1989-1992)
- Jim Donnan (1990-1995)

### Membri della Pro Football Hall of Fame
Due ex giocatori di Marshall sono stati introdotti nella Pro Football Hall of Fame:
- Frank Gatski, classe del 1985
- Randy Moss, classe del 2018

### Numeri ritirati
| N. | Giocatore    | Ruolo | Anni      | Ritiro |
| 72 | Frank Gatski | C     | 1940-1941 | 2005   |